# 衬线体
| 无衬线字体                  |
| 衬线字体                    |
| 衬线字体的衬线 （红色部分） |

衬線體（英語：serif），是一种有衬線的字体，又称为有衬線体、襯線字、曲線描邊字，俗稱白体字；而与之相对的，没有衬線的字体则被称为无衬线体。衬线是字形笔画的起始段与末端的装饰细节部分。

## 起源

### 西方字体
一般认为衬線体起源于古罗马的石刻拉丁字母。1968年愛德華·卡蒂奇神甫在其著作《衬線的起源》一书中指出，在石刻时，先用画笔将字母轮廓标注在石头上，然后刻字人依照痕迹进行刻画形成了衬線。
关于「衬線体」（serif）这一名称比衬線本身的出现要晚。目前可考的是1841年版本《牛津英語詞典》（OED）中的「无衬線」（sans serif）一词， 而「衬線体」是从「无衬線」（sanserif）一词派生出来的。《韦氏新国际英语词典》称「衬線体」可能源于荷兰语的，意为“曾经写”，或是经过荷兰语的和拉丁文的（意思均为“写”）演变而来。至今荷兰语中仍意同。

### 东亚字体

汉字中的衬線体Adobe 明体（左上）Adobe 宋体（右上）和无衬線体思源黑體（下）

日語明朝体（小塚明朝）和哥特體（小塚Gothic）

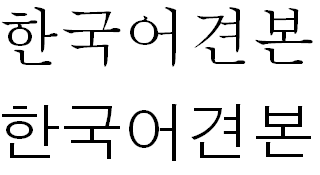
韩语中的衬線体Batang体和无衬線体Dotum体

至於东亚文字，汉字、日语的假名和韩国语的谚文等方块字中，同样也有「衬線体」和「无衬線体」的两个概念，只是指代名称不同。
中文將Serif按照字义翻译成「衬線」或「字脚」，顾名思义就是装饰陪衬的作用，因此有衬線体也称为“有脚体”。日语中将衬線称为，字面意思为“鱼鳞”。
衬線体（即“白体”），中國大陸地區稱之為宋体，港臺的印刷界與繁体中文電腦系統稱之為明體或宋体，日文稱明朝体（みんちょうたい，Minchōtai），韩国语稱（Batang）体或（Myeongjoche，同样是明朝体），常用于正文排版。这些名称起源于中国历史上的宋朝和明朝，当时中国的雕版印刷术已经广泛传播，而用于制造活字的木纹多为水平方向，因此造成在刻字时横画细，竖画粗；而且为了防止边缘破损，横画在两端也被加粗，根据运笔习惯而形成三角形的装饰。这种方式一直沿用至今，现在白体类字体多数都是横细竖粗。
另外，无衬线体在中文通常称为黑体，在日文称为（Goshikku-tai，即“哥特体”），韩国语中稱（Dotum）体或（Gotik）体，这类字体笔画粗细基本一致，没有衬线装饰，較為醒目，常用于标题、导语、标志等。

## 用途
在传统印刷中，衬线字体用于正文印刷，因为它被认为比无衬线体更易于阅读，是比较正统的。相对的，无衬线体用于短篇和标题等，能够引起读者注意，或者提供一种轻松的气氛。
一般来说，人们倾向在长篇文章中使用衬线字体，如书籍、报纸和杂志等等。虽然在欧洲比北美更经常使用无衬线体，但在正式场合衬线字体还是使用最多的类型。
印刷制品更多趋向使用衬线字体以方便阅读，但是在计算机领域中倾向使用无衬线字体以方便在显示器上显示。此外，衬线字体從審美角度較為正式優美，然從眼睛的感受並不及不採用襯線的黑體字，因為襯線體在筆劃上有過多的點綴（筆劃末端的小三角）很容易造成視覺疲勞（尤其是顯示在螢幕上時）。出于上述原因，大部分网页使用无衬线字体。因此，Windows Vista中的中文預設字体已经从原来的衬线字体（宋体或细明体）改变成了无衬线字体（微软雅黑或微软正黑体）。另外，为了更好解决衬线字体的显示问题，新的反锯齿和次像素显示（如ClearType）等技术开始广泛运用。但是目前最一般的显示器解析度也不过每英寸100像素，这是屏幕显示衬线体可读性的瓶颈所在。
此外，各國高速公路的路標大多會避免襯線字的使用，因為其過度繁雜的外型容易造成長途駕車人的視覺疲勞。
　

## 分类
西文的衬线体基本上可以分为四类：旧体、过渡体、粗衬线体和现代体。

### 旧体

Garamond字体，旧衬线体的字形样本

旧体（英語：old style）可以上溯到1465年，它的特征是：强调对角方向——一个字母最细的部分不是在顶部至底部的垂直方向，而是在左上到右下的斜对角的部分；粗细线条之间微妙的区别——笔画粗细的对比不强烈，较缓和的粗细过渡；出众的可读性。旧体是最接近手工铅字起源的字体。
旧衬线体在制作的时候有严整的斜度规定，加上倾斜、括弧形的衬线体现细节，增强了它的阅读性。可是这个做法和研究阅读的心理学家所提倡的“平行字母宽度”认知模型是相矛盾的。
旧体的风格传统，常见于书籍、报章杂志的内文排版。
旧体可以再分为威尼斯體和或加拉德體（Garalde）。旧体字体的样本有Garamond、帕拉提諾體（Palatino）、Trajan、Bembo、Goudy Old Style（all Aldine or Garalde）和Jenson（Venetian）。

### 过渡体

Times New Roman字体，过渡衬线体的字形样本

过渡体（Transitional，或称「巴洛克体」）衬线体最早出现在18世纪中叶，这类字体中包括最著名的Times New Roman（1932年）和Baskerville体（1757年）。由于在风格上处于现代体和旧体之间，故名“过渡体”。和旧体比较，粗细线条的反差得以强调，但是没有现代体那么夸张。

### 粗衬线

Rockwell字体，粗衬线体的字形样本

粗衬线（或称「埃及体」）中笔画粗细差距较小，而衬线相当粗大，几乎和竖画一样粗，而且通常弧度很小。这种字体外观粗大方正，各个字母通常是固定的水平宽度，字体表现和打字机一样。这类字体通常被说成是单纯在无衬线字体加上大衬线，因为字母本身的形状和无衬线体很类似，笔画的粗细几乎没有差别。（在粗衬线体中有一个小类叫Clarendon体，结构更类似于衬线体，但是有独具特色的弧线。）粗衬线出现在1800年左右。具体包括Clarendon体、Rockwell体和Courier体等等。

### 现代

Bodoni字体，现代衬线体的字形样本

现代体（英语：Modern）出现于18世纪末，其强调了粗细笔画之间的强烈对比，加重了竖画，而把衬线作得水平、极细。常见字体包括格洛特斯克體（Bodoni）、Century Schoolbook和Computer Modern（这类字体在开放源电脑系统中通常随LaTeX和TeX出现）。